# Mariana Laura Blanco
Mariana Laura Blanco (Argentina, 22 de diciembre de 1976) es una futbolista argentina. Se desempeña como Directora Técnica Nacional de Futsal y coordinadora deportiva de la Academia de Fútbol Femenino (AFF). Su debut como jugadora delantera fue en el Club Atlético All Boys y en River Plate fue la primera mujer en llegar a la primera división.

## Trayectoria
Actualmente es Directora Técnica Nacional de Futsal. Dirigió en el Club Atlético Atlanta y el Club Atlético River Plate.
Como jugadora debutó en el Club Atlético All Boys y luego jugó para el Club Atlético Independiente, Club Atlético San Lorenzo de Almagro, Club Atlético River Plate, además jugó en Barracas.

## Premios
- 2014. Premio Alumni Director: Técnico Destacado[13][14]